# آلکس آلوز (بازیکن فوتبال، زاده ۱۹۸۱)
آلکساندر آلوز دا سیلوا (به پرتغالی: Alexandre Alves da Silva) هافبک اهل برزیل است که در شهر برزیل و در تاریخ ۶ مارس ۱۹۸۱ به دنیا آمده‌است.
آلکساندر آلوز دا سیلوا در تیم‌های فوتبال Guarani سابقهٔ حضور دارد.